# 東久世秀雄

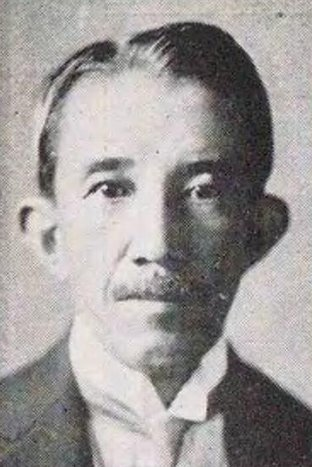
東久世秀雄

東久世 秀雄（ひがしくぜ ひでお、1878年（明治11年）7月19日 - 1951年（昭和26年）11月18日）は、日本の農商務・宮内官僚、政治家、華族。貴族院男爵議員。

## 経歴
東京府出身。伯爵・東久世通禧の四男として生まれる。1897年（明治30年）12月6日、分家に際し父・通禧の功により男爵を叙爵した。
第一高等学校を経て、1905年（明治38年）東京帝国大学法科大学政治学科を卒業。同年11月、文官高等試験行政科試験に合格。同年、農商務省に入省し農商務属となる。
以後、農商務省山林局書記、山林局事務官、宮内事務官、帝室林野局事務官、貴族院書記官、同書記官長代理、農商務書記官兼同参事官、皇后宮主事、内匠頭などを歴任。1931年（昭和6年）5月15日、内匠頭を依願免本官となり退官した。その後、宗秩寮審議官、日本郵船監査役、日本木材 (株) 顧問、全国森林組合聯合会顧問などを務めた。
1932年（昭和7年）7月10日、貴族院男爵議員に選出され、公正会に属して1946年（昭和21年）5月15日まで在任した。その後、公職追放となった。

## 墓所
- 青山霊園1-イ-2で、大久保利通墓所の裏になる。戒名は東光院殿釋秀亭大居士。

## 栄典
- 1897年（明治30年）12月6日 - 男爵[3]
- 1931年（昭和6年）3月20日 - 帝都復興記念章[9]

## 親族
- 兄 東久世通敏（伯爵）[1]
- 弟 竹腰正文（男爵竹腰正己養子）[1]
- 子 東久世秀禧（昭和会館理事）[1]